# Helmuth Schlömer
Helmuth Schlömer (20 de mayo de 1893 - 18 de agosto de 1995) fue un general alemán en la Wehrmacht durante la II Guerra Mundial que comandó el XIV Cuerpo Panzer en la batalla de Stalingrado en 1943.
Helmuth Schlömer se unió al ejército en marzo de 1913 y fue oficial en la I Guerra Mundial. Después de la guerra permaneció en las fuerzas armadas, después redesignadas Reichswehr. Cuando el Reichswehr fue transformado en la Wehrmacht, se hizo profesor en la escuela militar (Kriegsschule) en Múnich. En la II Guerra Mundial tomó parte en la invasión de Polonia, la batalla de Francia y el sitio de Leningrado. En 1942 fue promovido a Mayor General y en enero de 1943 a Teniente General. En ese tiempo luchó en la batalla de Stalingrado como comandante del XIV Cuerpo Panzer.
El 29 de enero de 1943 Friedrich Paulus se enteró de que el "Teniente General Schlömer y otros generales habían recibido enviados del Ejército Rojo y estaban negociando la rendición con ellos." Mientras estuvo en cautividad en la Unión Soviética se unió al Comité Nacional por una Alemania Libre o NKFD y fue liberado en 1949.

## Condecoraciones
- Broche de la Cruz de Hierro (1939) 2ª Clase (14 de septiembre de 1939) & 1ª Clase (31 de octubre de 1939)[3]
- Cruz de Caballero de la Cruz de Hierro con Hojas de Roble
  - Cruz de Caballero el 2 de octubre de 1941 como Oberst y comandante del Schützen-Regiment 5[4]
  - 161ª Hojas de Roble el 23 de diciembre de 1942 como Generalmajor y comandante de la 3. Infanterie-Division (mot.)[5]